# Lloyd Isgrove
Lloyd Jeffrey Isgrove (ur. 12 stycznia 1993 w Yeovil) – walijski piłkarz występujący na pozycji pomocnika w Barnsley.

## Kariera klubowa

### Southampton
Isgrove dołączył do klubu w wieku 9 lat. 30 października 2012 roku zagrał po raz pierwszy, wchodząc z ławki rezerwowych, zmieniając Steve De Riddera w 67 minucie. Southampton wygrał 3-0 z Leeds United. 
Po powrocie z wypożyczenia, 17 sierpnia 2014 roku zadebiutował w Premier League, wchodząc z ławki rezerwowych w 82 minucie. Southampton grał z Liverpoolem, który wygrał 2-1.

#### Peterborough United (wypożyczenie)
13 marca 2014 roku został wypożyczony do Peterborough United do końca sezonu. Debiut nastąpił 2 dni później w meczu z Milton Keynes Dons, wygranym 2-0. 26 kwietnia 2014 roku strzelił jedynego gola dla Peterborough United w meczu z Shrewsbury Town, wygranym 4-2.

#### Sheffield Wednesdey (wypożyczenie)
18 marca 2015 roku poinformowano o wypożyczeniu Isgrove do Sheffield Wednesday

#### Barnsley (wypożyczenie)
24 października 2015 Isgrove został wypożyczony do grającego wtedy w League One Barnsley.
Podczas jego pobytu w Barnsley, wygrał Football League Trophy w finale pokonując Oxford United 3-2.

### Barnsley
2 lipca Barnsley potwierdziło, że Lloyd Isgrove zasili ich zespół na zasadzie transferu definitywnego z Souhampthon.

## Kariera reprezentacyjna
W reprezentacji Walii zadebiutował 24 marca 2016 w zremisowanym 1:1 meczu z Irlandią Północną.